# 越南共和國國會
越南共和國國會（越南语：／），通稱南越國會，是前越南共和國（南越）的國家立法機關。

## 歷史
越南共和國國會在1955－63年和1967－75年兩個共和國有兩個不同時期。兩個共和國之間是軍方將領們領導的軍管時期，主要是軍人革命委員會、軍事委員會和國家領導委員會。在那段時期國會不活躍。

## 第一共和國（1955年－1963年）
根據1956年憲法，第一共和國國會有123名代表，一院運作。

## 軍管時期（1963年－1967年）
從1963年到1967年，越南共和國沒有國會。執政的軍方將領們建立了一些機制來招募文職人員，但沒有在全國範圍內舉行大選。

## 第二共和國（1967年－1975年）

### 1966年制憲議會
第一共和國結束後首屆國會是制憲議會（Quốc Hội Lập Hiến），該議會召集起草新的公民政體憲法，從軍方將領們那裡吸收行政權力。在1966年9月11日的選舉中，共有532名候選人競逐117個議席。共有4,274,872人投票，佔登記選民的80.8%。大約6個月後，基本法定稿，並於1967年3月18日通過1967年憲法。1967年4月1日頒布新憲法。

### 1967年大選
1967年大選選出正規議會，1966年制憲議會解散。然後第二共和國國會在該憲法第三章的框架內運作。與第一共和國不同，這屆國會分為兩院：參議院和眾議院。

### 參議院
參議院有60名議員，稱為「議士」（nghị sĩ），由民選產生，任期6年。每個聯盟都是10人，所以參議院是得票最多的6個聯盟。與依賴地方的眾議員不同，國會聯盟代表整個國家。參議院院址在西貢第二郡。這座建築在2000年被用作胡志明市證券交易所。
越南共和國解體前最後一屆參議院由兩個團體組成。一團屬於1970年當選任期，而另一團則屬於1973年當選任期，也就是說每3年參議院60個議席中的30個必須重選。參議院有11個常設委員會。
截至1974年，參議院有5個陣營：
1974年越南共和國參議院選區按陣營劃分
1. 民主陣營，22名議員，親政府
2. 統一陣營，17名議員
3. 百合陣營，8名議員，反政府
4. 蓮花陣營，7名議員，反政府
5. 未知陣營（獨立），6名議員

### 眾議院

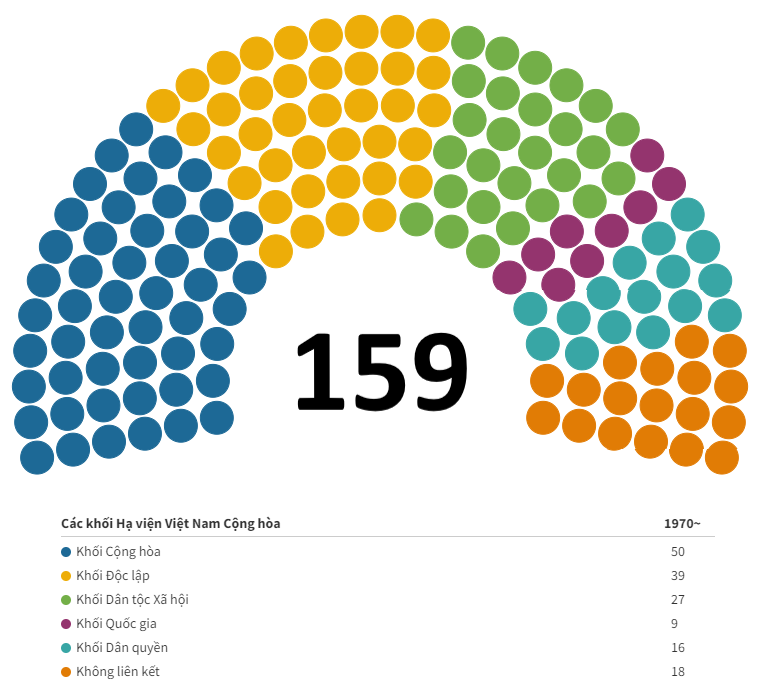
1970年代越南共和國眾議院議席

首屆眾議院（1967－71年）有137名代表，稱為「民表」（dân biểu），由各地民眾直接選舉產生。到第二屆任期（1971－75年）增加到159名代表。截至1974年，每50,000名選民就有一名國會議員。眾議院任期為4年。議員被分配到18個常設委員會工作。眾議院院址位於藍山廣場，1975年後，這座建築成為胡志明市大劇院。
越南共和國滅亡前最後一屆眾議院是在1971年8月選舉產生，下屆選舉原定於1975年舉行。
在1970年代，眾議院有6個陣營：
1. 共和陣營，50名議員，親政府
2. 獨立陣營，39名議員
3. 民族社會陣營，27名議員，在律師陳文宣領導下反政府
4. 國家陣營，9名議員
5. 民權陣營，16名議員
6. 未知陣營（獨立），28名議員

## 活動
1972年，當越南人民軍越過一七線進攻廣治時，在紅色的夏天，國會通過了《授權法》（Luật Ủy quyền），授權總統阮文紹擴大其應對軍事形勢的權力。在這種情況下，總統有權通過法令管治國家而毋須國會批准。
1975年4月27日是越南共和國國會最後一次運作，北越和越共軍隊進入首都西貢的大門，參眾兩院都通過一項決議，批准陳文香將總統職位交給他指定的任何人。這次事件是在敵人的壓力下發生，因為共軍不接受與陳文香政府談判。根據法律，這是違憲行為，因為並不符合1967年第二共和國憲法。然而，議員們不得不「違憲救國」。隨後陳文香將權力移交給楊文明，但敵人最終沒有接受，戰爭的政治解決陷入絕望。

## 歷任國會議長

### 第一共和國時期

#### 議長
| 姓名（中文） | 姓名（越南文） | 任期           | 備註 |
| ------------ | -------------- | -------------- | ---- |
| 陳文林       |                | 1956年－1957年 |      |
| 范文柔       |                | 1957年－1958年 |      |
| 張永禮       |                | 1959年－1963年 |      |

#### 副議長
| 姓名（中文） | 姓名（越南文）       | 任期           | 備註       |
| ------------ | -------------------- | -------------- | ---------- |
| 范文柔       |                      | 1955年－1957年 | 第一副議長 |
| 武國通       |                      | ？－1957年     | 第二副議長 |
| 武國通       |                      | 1957年－？     | 第一副議長 |
| 張永禮       |                      | 1957年－？     | 第二副議長 |
| 高文祥       | [ 13 ] [ 14 ]        | 1959年－1963年 | 第一副議長 |
| 古文海       | [ 15 ] [ 16 ] [ 17 ] | 1958年－1963年 | 第二副議長 |

### 第二共和國時期

#### 參議院議長
| 姓名（中文） | 姓名（越南文） | 任期           | 備註                                         |
| ------------ | -------------- | -------------- | -------------------------------------------- |
| 阮文玄       |                | 1967年－1973年 |                                              |
| 陳文林       |                | 1973年－1975年 | 末任，西貢淪陷後流亡澳洲，2001年於坎培拉逝世 |

#### 參議院副議長
| 姓名（中文） | 姓名（越南文） | 任期           | 備註                                                                      |
| ------------ | -------------- | -------------- | ------------------------------------------------------------------------- |
| 黃文高       |                | 1970年－1971年 | 第一副議長                                                                |
| 武文傳       | [ 18 ]         | 1972年－1973年 | 第一副議長                                                                |
| 阮玉紀       | [ 19 ] [ 20 ]  | 1972年－1973年 | 第二副議長                                                                |
| 范如藩       | [ 21 ]         | 1973年－1974年 | 第二副議長                                                                |
| 黃春酒       | [ 22 ] [ 23 ]  | 1974年－1975年 | 末任，西貢淪陷後被送往再教育營接受政治改造，1980年9月死於河南寧省南河監獄 |

#### 眾議院議長
| 姓名（中文） | 姓名（越南文） | 任期                        | 備註                                                   |
| ------------ | -------------- | --------------------------- | ------------------------------------------------------ |
| 阮伯良       |                | 1967年－1971年              |                                                        |
| 阮伯瑾       |                | 1971年12月3日－1975年4月5日 |                                                        |
| 范文崴       |                | 1975年4月5日－1975年4月30日 | 末任，西貢淪陷後流亡美國，2002年於科羅拉多州拉夫蘭逝世 |

#### 眾議院副議長
| 姓名（中文） | 姓名（越南文） | 任期           | 備註                                             |
| ------------ | -------------- | -------------- | ------------------------------------------------ |
| 丁文第       |                | 1967年－1975年 | 末任，1974年起兼任眾議院國防委員會主席，越共間諜 |

## 標誌

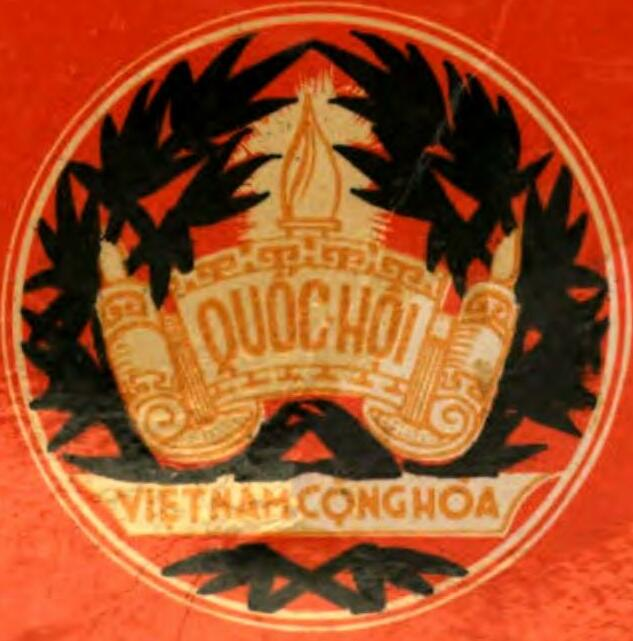
第一共和国时期国会徽章
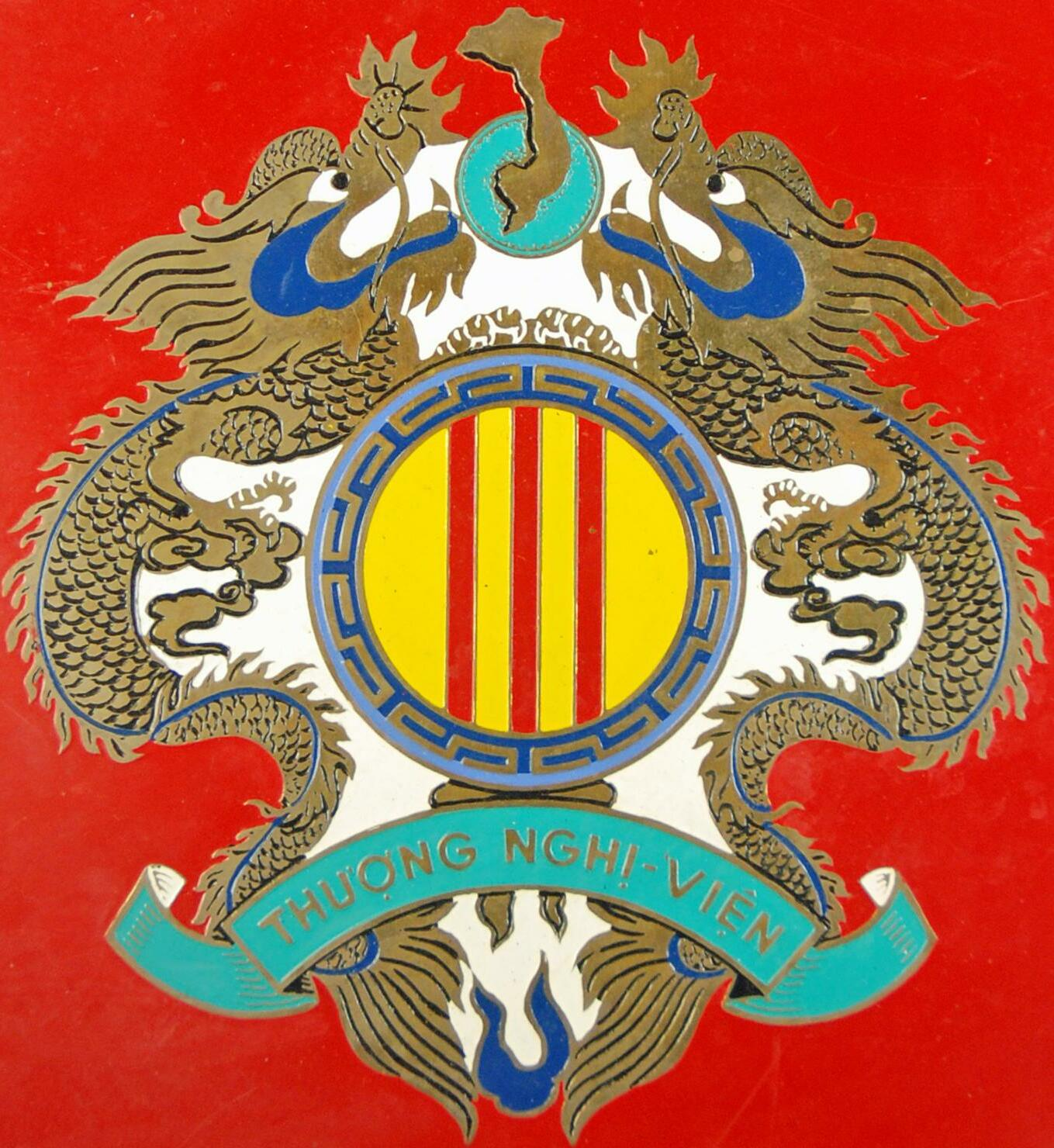
参议院徽章
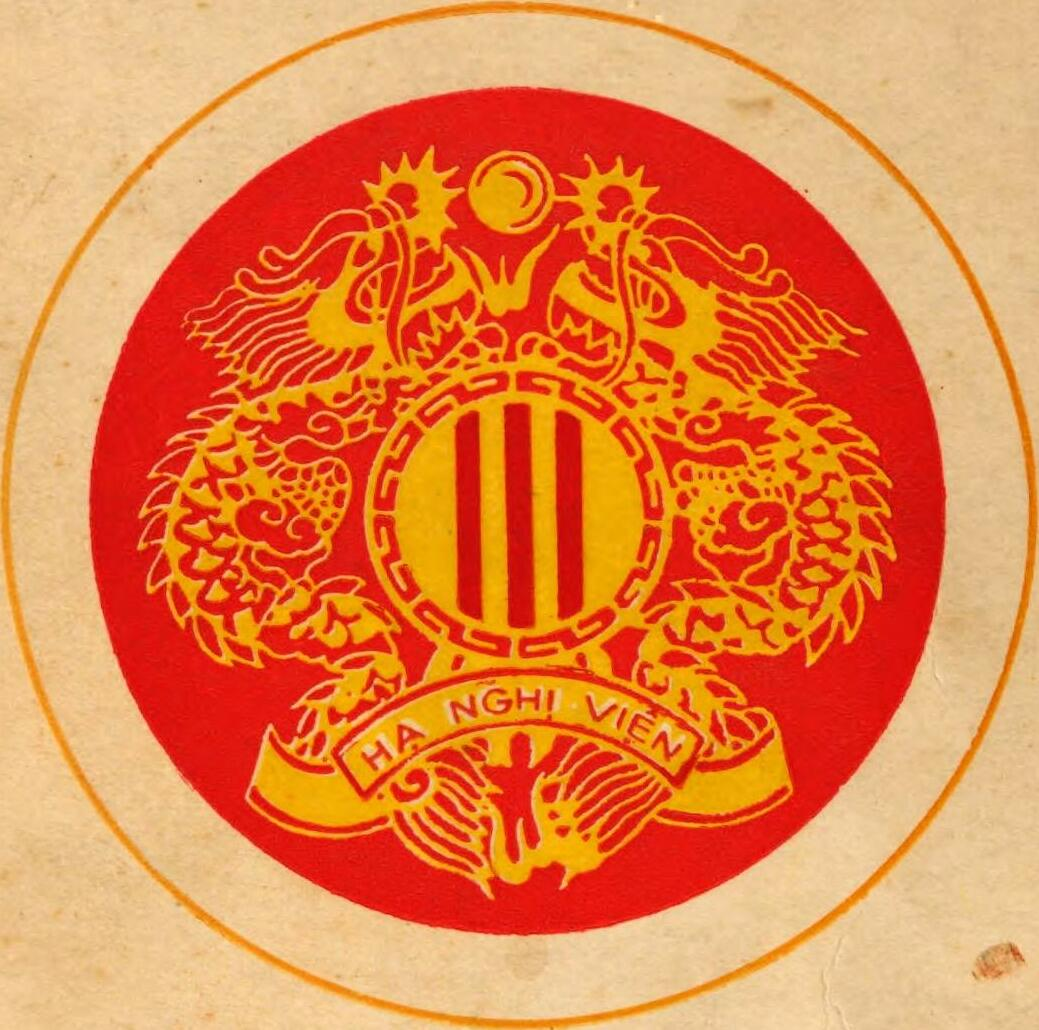
众议院徽章